# John Eaton (homme politique)
Pour les articles homonymes, voir Eaton.
Pour le musicien, voir John Eaton (compositeur).
John Henry Eaton, né le 18 juin 1790 près de Scotland Neck, dans le comté de Halifax, en Caroline du Nord, mort le 17 novembre 1856 à Washington, est un juriste et homme politique américain.

## Biographie
Avocat démocrate, il sert dans l'armée américaine pendant la guerre de 1812 entre les États-Unis et l'Angleterre. Il est membre de la Chambre des représentants du Tennessee de 1815 à 1816 et représente cet État au Sénat des États-Unis de 1818 à 1821, puis de 1821 à 1829. Il n'a que 28 ans lors de sa première élection au Sénat, ce qui est en contradiction avec la constitution des États-Unis, qui établit à 30 ans l'âge minimum pour être sénateur. Toutefois, il n'était pas le premier à être dans ce cas et pouvait notamment se référer à la situation d'un Amistead Mason ou d'un Henry Clay.
Il est l'ami personnel d'Andrew Jackson. Quand celui-ci est élu président des États-Unis, il devient le seul membre du Cabinet officiel, avec le Postmaster General, Amos Kendall, à participer au cercle informel créé par Jackson pour le conseiller et baptisé par les détracteurs du président le « Cabinet de cuisine ». Il démissionne en 1829 de son poste de sénateur, pour prendre les fonctions de Secrétaire à la Guerre, poste qu'il occupe de 1829 à 1831. En 1831, il est contraint de démissionner, à la suite d'un scandale lié à sa seconde épouse, Margaret O'Neill Eaton, dite Peggy, qui est connue sous le sobriquet de « Petit Jupon ».
Il est gouverneur du Territoire de Floride de 1834 à 1836, puis ministre des États-Unis en Espagne de 1836 à 1840. Eaton meurt à Washington en 1856. Il est enterré au cimetière de Oak Hill, à Washington.
Il était membre de la franc-maçonnerie. Le comté d'Eaton, dans le Michigan a été baptisé ainsi en son honneur.